# Luis Borja Corral
Luis Borja Corral (Quito, 1981) es un escritor ecuatoriano. Entre las temáticas más recurrentes de su obra están la sexualidad, la muerte, la marginalidad y el amor.

## Biografía
Realizó sus estudios superiores con la ayuda de una beca en la Universidad San Francisco de Quito, donde obtuvo el título de abogado. Durante su último año en la universidad tomó clases de escritura con los autores Ramiro Noriega y Álvaro Alemán, lo que le ayudó a ganar la confianza para empezar a escribir de forma seria.
Sus primeros relatos y ensayos aparecieron en varias revistas y antologías. En 2012 publicó en formato digital su primera novela, Los funámbulos.
Su novela Pequeños palacios en el pecho obtuvo el prestigioso Premio Aurelio Espinosa Pólit en su edición de 2014. La decisión del jurado fue tomada de forma unánime e indicó, con respecto a la obra: "Temática tabú, sobre todo en sociedades como la nuestra; fluidez narrativa y lenguaje fresco; notable nivel poético; atmósfera consistente, impregnada de afectos y de desolación; valor significativo de lo no dicho (el silencio); y fusión entre la ternura y la abyección". La trama de la novela sigue la historia de amor entre dos jóvenes, Paco y Agustín, y trata temáticas tabú en la sociedad ecuatoriana de la época, como la eutanasia, el suicidio y las relaciones entre personas del mismo sexo.
En 2017 publicó la colección de cuentos Cabeza de avestruz, que obtuvo una mención de honor en la edición de 2018 del Premio Joaquín Gallegos Lara.

## Obras
- Los funámbulos (2012), novela
- Pequeños palacios en el pecho (2014), novela
- Cabeza de avestruz (2017), cuentos
- Un parsifal (2019), ensayos[7]